# 아낙소
아낙소(Anaxo)는 그리스 신화에 나오는 미케네 왕 엘렉트리온의 아내이다. 아버지는 페르세우스의 아들 알카이오스이다. 어머니는 펠롭스의 딸 아스티다메이아라고도 한다. 암피트리온의 누이동생이며 페리메데의 자매이다. 아버지의 형제인 엘렉트리온과 결혼하여 에우엘레스를 포함한 6명의 아들 또는 오이오노스, 스트라토바테스, 고르고포노스, 필로노모스, 켈라에노스, 암피마코스, 리시노모스, 키리마코스, 아낙토르, 아르켈라오스 등의 아들과 딸 알크메네를 낳았다. 알크메네는 암피트리온과 결혼하여 헤라클레스와 이피클레스를 낳았는데, 헤라클레스는 암피트리온으로 변신한 제우스와 관계하여 낳은 아들이다.